# Tradouwpas

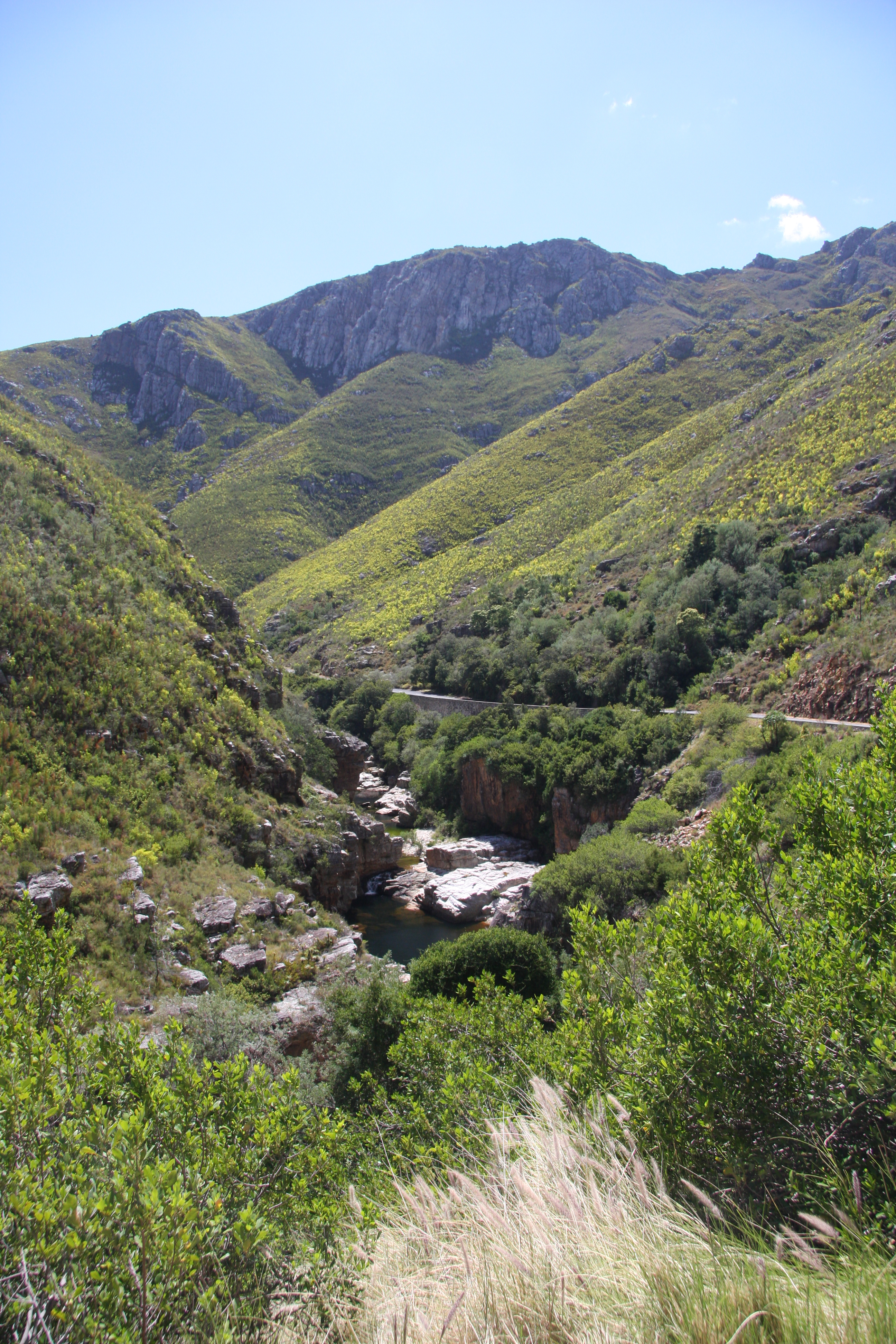
Tradouwpas a Langeberg.

Tradouwpas, en català: pas Tradouw; és un pas de muntanya al Cap Occidental de la ruta regional R324 a través de les muntanyes Langeberg. El pas connecta Swellendam a la N2 per Suurbraak amb Barrydale a la R62 al Petit Karoo. El coll té una longitud de 12 km, arriba a una alçada de 351 m sobre el nivell del mar i un pendent màxim de 1:10.

## Història
El pas va ser construït per Thomas Charles John Bain. El projecte va començar el 1869 i el pas va ser obert al trànsit el 27 d'octubre de 1873 per Sir Henry Barkly. El pas va rebre el nom de Southeyspas (Pas Southeys) per honorar un antic magistrat de Swellendam, però el nom no era popular. Al costat nord del coll, la carretera va ser arrasada el 1875, 1902 i 1906. Després, es va reconstruir el tram de carretera corresponent 18 metres més amunt. El 1979, es van reconstruir 13 km del pas segons els estàndards moderns. El nom Tradouw deriva d'una paraula Khoi que significa "camí de les dones".